# 서일고등학교 (충남)
서일고등학교(瑞一高等學校)는 대한민국 충청남도 서산시 지곡면 화천리에 위치한 사립 고등학교이다.

## 학교 연혁
- 1967년 3월 3일 : 서일중학교 개교
- 1974년 3월 8일 : 서일고등학교 개교
- 1974년 6월 7일 : 학교법인 창호학원 설립 인가
- 1979년 3월 6일 : 서일중학교 9학급
- 2005년 11월 3일 : 서일고등학교 18학급
- 2024년 2월 6일 : 중학교 제51회 졸업 89명 (총 4,562명)
- 2024년 2월 6일 : 고등학교 제47회 졸업 136명 (총 7,914명)

## 참고 자료
- 서일고등학교 - 한국교육학술정보원 학교알리미